# Marie François Sadi Carnot
Marie François Sadi Carnot (Sadi Carnot) (Limoges, 1837. augusztus 11. – Lyon, 1894. június 25.) francia mérnök, politikus, a Harmadik Francia Köztársaság 5. elnöke.

## Pályafutása
Generációk óta republikánus családban született. Nagyapja, Lazare Nicolas Marguerite Carnot, apja Lazare Hippolyte Carnot szenátor és politikus volt. A fiatalon elhunyt nagybátyja, Nicolas Léonard Sadi Carnot fizikus emlékére kapta a Sadi nevet, amely a sirázi perzsa költőre, Szádira utal.
Mérnöki diplomát szerzett az École polytechnique és az École nationale des ponts et chaussées intézményekben. A Második Francia Császárság idején Haute-Savoie-ban volt főmérnök. Ő szabályozta az Annecey-tó természetes vízlevezőjét, a Thiou patakot. 
Collonges és Chevrier között hidat épített a Rhône folyón, amelyet Carnot-hídnak neveztek el.
1871 januárjában, a porosz–francia háború alatt Léon Gambetta belügyminiszter Alsó-Normandiába küldte a nemzetvédelmi kormány nevében, hogy megszervezze az ellenállást. A Harmadik Francia Köztársaság idején rövid ideig Seine-Maritime prefektusa, majd Côte-d’Or parlamenti képviselője. Részt vett a közmunkákkal és vasútfejlesztéssel foglalkozó bizottságok munkájában. 1880-ban közmunkaügyi miniszterré nevezték ki, 1885-ben a pénzügyminisztérium élére került. 
1887-ben köztársasági elnökké választották. A szakszervezeti és anarchista zavargások miatt a parlament megszavazta a személyi és sajtószabadság korlátozását. Carnot elnök az anarchisták célpontja lett, mivel megtagadta a kegyelmet a terrortámadások elkövetőinek.
1894. június 24-én este halálosan megsebesítette Sante Caserio olasz anarchista Lyonban, ahol részt vett egy kiállítás megnyitóján. Három óra múlva, 25-én éjjel belehalt a tőrrel ejtett májsérülésébe. A Panthéonban temették el híres nagyapja mellé.

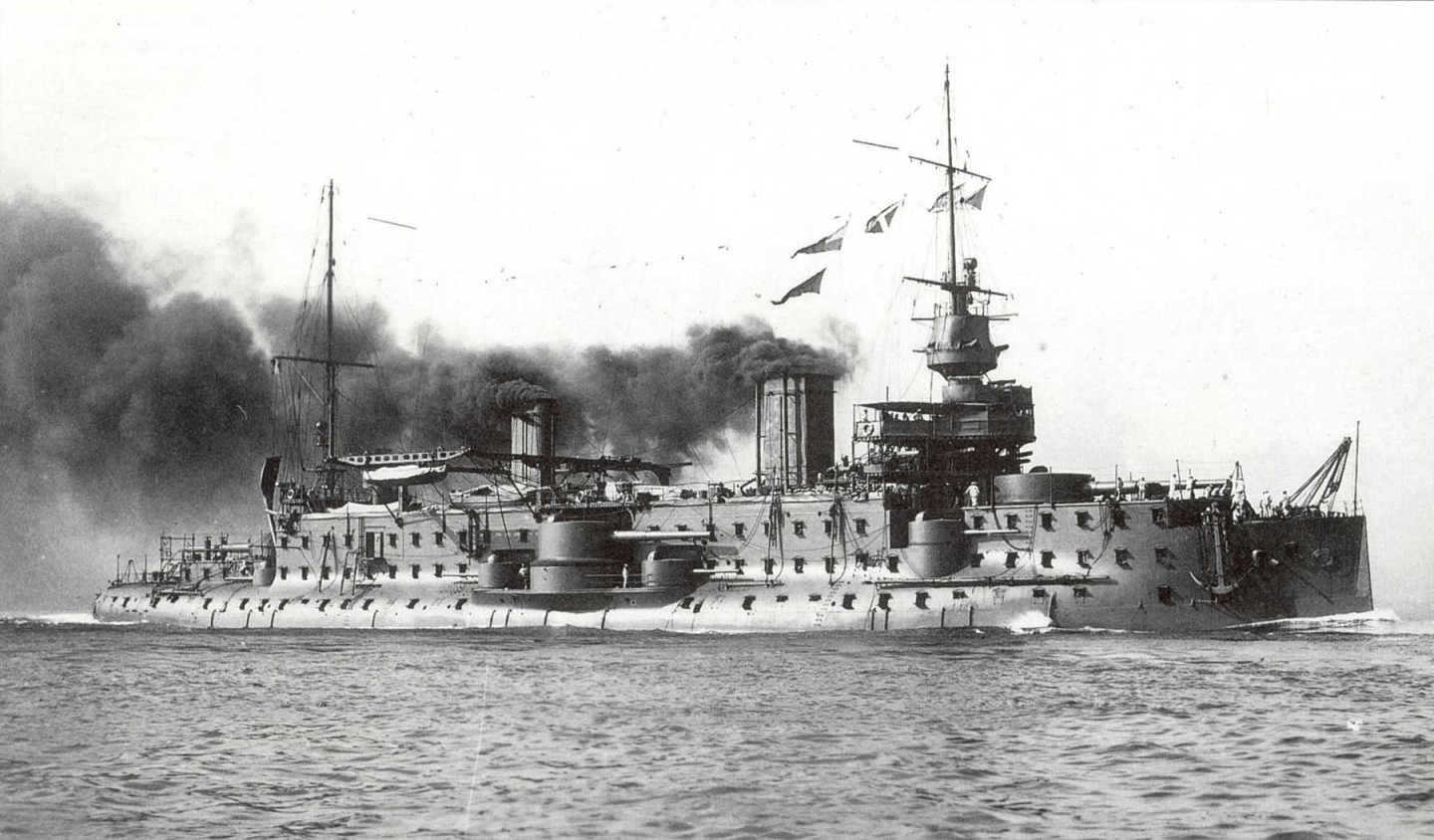
A Marie François Sadi Carnot tiszteletére elnevezett, a Mintaflotta keretében épült Carnot francia pre-dreadnought csatahajó.

## Kapcsolódó szócikk
- Franciaország elnökeinek listája